# Tom Tataranowicz
Thomas Tataranowicz, detto Tom (Detroit, 1960), è uno sceneggiatore e produttore televisivo statunitense, noto soprattutto come presidente della casa editrice indipendente Gang of 7 Animation.
Nel corso della sua carriera è stato sceneggiatore di: He-Man e i dominatori dell'universo, The Real Ghostbusters, She-Ra, la principessa del potere, L'incredibile Hulk, Biker Mice da Marte, L'attacco dei pomodori assassini, Caccia grossa, Albertone, Roswell Conspiracies e The Gary Coleman Show.